# Morten Mortensen Hassing
Morten Mortensen Hassing, även Martinus Hassing, född 27 februari 1813 i Hobro, död 27 februari 1863 i Köpenhamn, var en dansk läkare. 
Hassing blev student 1832, fick Köpenhamns universitets guldmedalj 1836, tog medicinsk-kirurgisk examen 1838. Han tjänstgjorde därefter vid olika sjukhus och blev licentiat 1845 på en avhandling om syfilis, behandlad med kaliumjodid. Han reste därefter utomlands, tog 1848 doktorsgraden (De colica scortorum), blev reservackuschör 1850 och överläkare vid den nyinrättade avdelningen för dermatovenerologi på Almindelig Hospital. Han verkade inom kommissionen til reorganisation af Almindelig Hospital starkt för inrättandet av Kommunehospitalet, och tillhörde även kommissionen vedrørende sundhedspolitiet og sundhedsvedtægterne. Han var den förste, som studerade syfilidologi vetenskapligt i Danmark och var medstiftare av Almindelig dansk Lægeforening.